# Chalcophora mariana
Chalcophora mariana, también conocido como gran bupréstido, es una especie de escarabajo del género Chalcophora, familia Buprestidae. Fue descrita científicamente por Linnaeus en 1758.

## Distribución geográfica
Habita en la región paleártica.